# Дрібнотка грімзельська
Дрібнотка грімзельська (Cephaloziella grimsulana) — вид печіночників порядку юнгерманіальних (Jungermanniales).

## Поширення
Батьківщиною є Європа, Азія, Північна Америка.